# Leaena wandelensis
Leaena wandelensis är en ringmaskart som beskrevs av Gravier 1911. Leaena wandelensis ingår i släktet Leaena och familjen Terebellidae. Inga underarter finns listade i Catalogue of Life.